# Bataille de Ber (2023)
Pour les articles homonymes, voir Bataille de Ber.
Guerre du Mali
Batailles
La bataille de Ber a lieu le 11 et le 12 août 2023, pendant la guerre du Mali. Elle oppose les Forces armées maliennes (FAMa) et le Groupe Wagner aux djihadistes du Groupe de soutien à l'islam et aux musulmans (GSIM) et aux ex-rebelles de la Coordination des mouvements de l'Azawad (CMA). À l'issue des combats, l'armée malienne prend le contrôle du camp militaire de la MINUSMA, mais la CMA maintient sa présence dans la ville de Ber. 

## Prélude
Pendant l'année 2023, les tensions s'accroissent entre la junte malienne et les groupes armés signataires de l'accord d'Alger. Ainsi, dans la nuit du 4 au 5 août 2023, un poste de la Coordination des mouvements de l'Azawad (CMA) est attaqué à Foïta, près de Léré. La CMA affirme déplorer la mort de deux de ses combattants et accuse l'armée malienne et le Groupe Wagner d'être responsable de l'attaque. La junte malienne n'adresse aucune réponse. Le 10 août, les représentants de la CMA quittent Bamako,. 
À la suite d'une demande adressée par la junte malienne le 30 juin 2023, le Conseil de sécurité de l'ONU met également fin au mandat de la Mission multidimensionnelle intégrée des Nations unies pour la stabilisation au Mali (MINUSMA). Les casques bleus commencent à évacuer les bases militaires maliennes dans les mois qui suivent. Cependant, en août, l'évacuation du camp militaire de Ber, dans la région de Tombouctou, aggrave les tensions entre la junte malienne et la CMA,. La CMA annonce qu'elle refuse l'entrée de l'armée malienne à Ber.
Le Groupe de soutien à l'islam et aux musulmans est également présent dans la région. Le 9 juin 2023, deux casques bleus burkinabés sont notamment tués et sept autres blessés dans une embuscade djihadiste à l'ouest de Ber.

## Déroulement

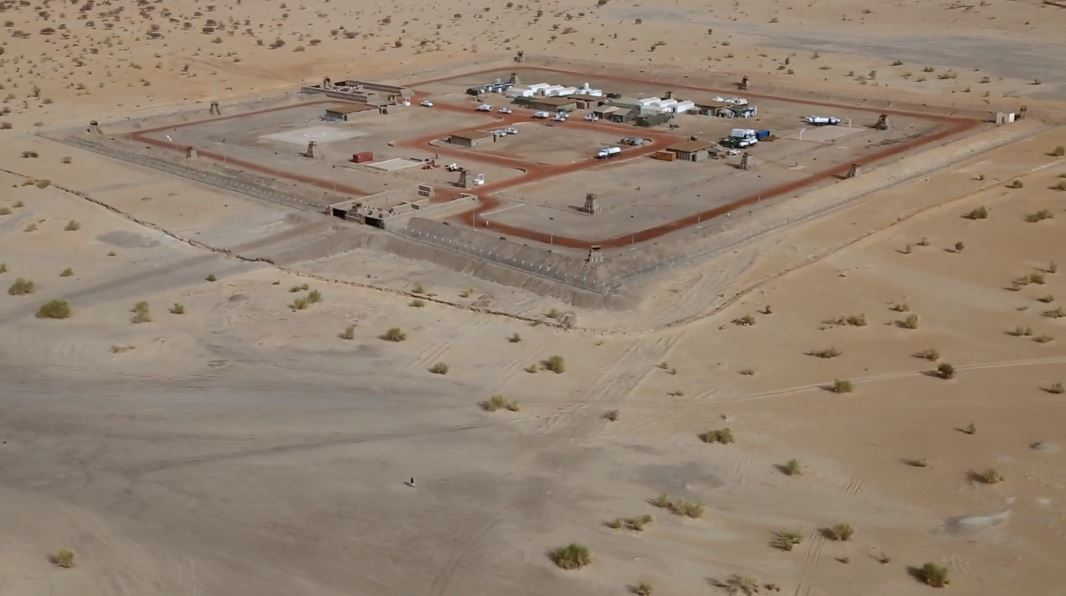
Vue du camp de la MINUSMA à Ber en décembre 2017.

Début août, une colonne de 80 véhicules des Forces armées maliennes (FAMa) traverse la ville de Tombouctou. Le journal Libération indique que la présence de mercenaires russes du Groupe Wagner est rapportée par des témoins.
Le 11 août, le convoi malien s'engage sur la piste de Ber, situé à 56 kilomètres à l’ouest. À mi-parcours, les miliaires maliens tombent dans une embuscade des djihadistes du Groupe de soutien à l'islam et aux musulmans (GSIM). L'affrontement dure plus d'une heure.
Une partie de la colonne russo-malienne emprunte cependant une autre voie pour avancer en direction de Ber. À une dizaine de kilomètres à l'ouest de la ville, les Maliens et les Russes arrivent à proximité d'une position tenue par la CMA et dépassent les repères qui depuis 2014 indiquent les lignes rouges à ne pas franchir. Des tirs à longue distance sont engagés et l'armée malienne rebrousse chemin. La CMA publie alors un communiqué dans lequel elle affirme avoir repoussée l'attaque des FAMa et de Wagner et dénonce une « violation de tous les engagements et arrangements sécuritaires »,. L'armée malienne fait quant à elle état de combats contre des « terroristes », mais ne fait pas mention de la CMA,.
Le lendemain, les affrontements reprennent au nord-ouest de la ville. L'aviation malienne intervient et effectue plusieurs frappes. De leur côté, les casques bleus burkinabés évacuent discrètement le camp de la MINUSMA, trois jours avant la date prévue,. Le camp, situé à 2 kilomètres au sud-ouest de Ber, est investi par l'armée malienne dans l'après-midi du 12 août ou dans la journée du 13. Les hommes de la CMA se replient quant à eux à l'intérieur de la ville. Celle-ci serait cependant passée sous le contrôle de l'armée malienne au cours des jours suivants. 

## Pertes
Le 13 août, l'armée malienne annonce dans un communiqué que les combats ont fait dans ses rangs un mort et quatre blessés le 11 août et six morts et quatre blessés le 12,. Du côté des « Groupes armés terroristes » (GAT), elle affirme que ces derniers ont laissé quatre corps sur place le 11 août et 24 autres le 12, ainsi que 18 fusils AK-47 et 12 motos,. Elle revendique également la destruction de trois véhicules par les forces aériennes. 
Le 12 août, le Groupe de soutien à l'islam et aux musulmans publie un communiqué dans lequel il annonce avoir attaqué « l'armée malienne et des mercenaires de Wagner ». Il reconnaît la mort de quatre de ses combattants et affirme avoir causé « des dizaines de morts et de blessés » et capturé un soldat malien. Le groupe djihadiste publie également des images de l'équipement militaire récupéré sur l'armée malienne. 
La CMA affirme quant à elle avoir affronté l'armée malienne et le Groupe Wagner, mais elle déclare ne déplorer aucune perte. Au cours de la journée du 12 août, plusieurs civils sont blessés, un véhicule de la CMA est détruit mais les combats n'auraient pas fait de victimes parmi les combattants selon le témoignage d'un habitant recueillis par Libération. 
La Mission multidimensionnelle intégrée des Nations unies pour la stabilisation au Mali indique que quatre de ses casques bleus ont été blessés au cours de deux attaques, menées dans la journée du 12 août.

## Conséquences
Les affrontements de Ber fragilisent encore davantage l'accord d'Alger, signé en 2015. La CMA menace de lancer une contre-attaque pour déloger l'armée malienne du camp de Ber. Selon Célian Macé, journaliste à Libération : « Les négociations entre les autorités maliennes et les ex-rebelles étaient de toute façon au point mort. Jamais Bamako, qui a signé l’accord d’Alger sous une forte pression internationale en 2015, n’a vraiment accepté les termes de la paix (notamment en termes de décentralisation), jugés humiliants. Les gouvernements maliens successifs ont traîné des pieds pour appliquer la feuille de route. Quant aux militaires qui se sont emparés du pouvoir en 2020 en renversant le président Ibrahim Boubacar Keïta, ils semblent avoir fait de la «reconquête» du Nord par la force une question d’honneur et de souveraineté. ».
Le Chef d’Etat-Major Général des Armées, le Général de Division Oumar Diarra a effectué du 22 au 24 août 2023, une tournée de trois jours dans les régions de Gao, Mopti, Bandiagara et Tombouctou. Ces visites du commandement visent à évaluer l’environnement sécuritaire, échanger avec les troupes sur les questions d’actualité et concrétiser la rétrocession des emprises de la MINUSMA aux FAMa.